# Кубок Бернардо О'Хіггінса
Кубок О'Хіггінса (порт.-браз. Taça O'Higgins або ісп. Copa O'Higgins), також званий Кубок Бернардо О'Хіггінса  (ісп. Copa Bernardo O'Higgins) — футбольний турнір, що нерегулярно проводився в XX столітті й названий на честь чилійського національного героя Бернардо О'Хіггінса.
Учасниками змагання були збірні Бразилії і Чилі. Всього проведено 5 розіграшів. Тричі перемагала Бразилія, один раз Чилі та один раз переможцями визнано обидві команди.

## Ігри
| Рік  | Дата       | Місце проведення | Переможець | Рахунок | Програвший |
| ---- | ---------- | ---------------- | ---------- | ------- | ---------- |
| 1955 | 18 вересня | Ріо-де-Жанейро   | Бразилія   | 1:1     | Чилі       |
| 1955 | 20 вересня | Сан-Паулу        | Бразилія   | 2:1     | Чилі       |
| 1957 | 15 вересня | Сантьяго         | Чилі       | 1:0     | Бразилія   |
| 1957 | 18 вересня | Сантьяго         | Чилі       | 1:1     | Бразилія   |
| 1959 | 17 вересня | Ріо-де-Жанейро   | Бразилія   | 7:0     | Чилі       |
| 1959 | 20 вересня | Сан-Паулу        | Бразилія   | 1:0     | Чилі       |
| 1961 | 7 травня   | Сантьяго         | Бразилія   | 2:1     | Чилі       |
| 1961 | 11 травня  | Сантьяго         | Бразилія   | 1:0     | Чилі       |
| 1966 | 17 квітня  | Ріо-де-Жанейро   | Бразилія   | 1:0     | Чилі       |
| 1966 | 20 квітня  | Вінья-дель-Мар   | Чилі       | 2:1     | Бразилія   |

## Переможці
| Титулів | Збірна   | Роки                   |
| ------- | -------- | ---------------------- |
| 4       | Бразилія | 1955, 1959, 1961, 1966 |
| 2       | Чилі     | 1957, 1966             |